# Kristian Nushi
Kristian Nushi (* 21. Juli 1982 in Klina, SFR Jugoslawien, heute Kosovo) ist ein kosovarisch-schweizerischer ehemaliger Fussballspieler.

## Karriere
Nushi begann seine Karriere beim KF Prishtina. Von 1999 bis 2002 spielte er für den FC Spiez. Zur Saison 2002/03 wechselte er zum FC Wil. Mit dem FC Wil spielte er von 2002 bis 2004 in der Axpo Super League, nahm 2003 am UEFA Intertoto Cup teil und wurde 2004 Schweizer Pokalsieger. Im Sommer 2007 wechselte er zum FC Aarau, seit Sommer 2009 spielte er beim FC St. Gallen und in der Saison 2014/15 stand er beim FC Winterthur unter Vertrag.
Mit dem FC St. Gallen stieg Nushi 2011 in die Challenge League ab. Nach dem direkten Wiederaufstieg erreichte er mit dem FCSG den 3. Platz und damit die Qualifikation für die Europa League. Dort erhielt der FCSG den russischen Rekordmeister Spartak Moskau zugelost. Da Kosovo von Russland nicht als Staat anerkannt wurde, erhielt Nushi kein Visum für das Rückspiel in Moskau, welches St. Gallen mit 4:2 gewann und sich für die Gruppenphase qualifizierte. Nach Stationen beim FC Winterthur und FC Tuggen spielte er seit 2016 beim Fünftligisten und späteren Viertligisten FC Uzwil. Dort beendete 2023 im Alter von 40 Jahren seine Karriere.

### Nationalmannschaft
Nushi absolvierte zwei Spiele für die albanische Fußballnationalmannschaft und schoss dabei kein Tor. Am 15. Juni 2007 debütierte er beim Freundschaftsspiel gegen Saudi-Arabien in der kosovarischen Fußballauswahl und erzielte den Treffer zum 1:0. Er war auch beim ersten offiziellen Länderspiel des Kosovo Teil des Teams und bestritt zwischen 2007 und 2014 fünf Länderspiele und erzielte dabei ein Tor.

## Erfolge
- Schweizer Cupsieger: 2004